# Процесно инжењерство
Процесно инжењерство се фокусира на дизајн, операције, контроле и оптимизацију хемијских, физичких и биолошких процеса. Процес техника обухвата широк спектар индустрије, као што су хемијска, петрохемијска, пољопривредна, минералне сировине, напредних материјала, прехрамбену, фармацеутску, развој софтвера и биотехнолошку индустрију.
Процесно инжењерство обухвата транслацију потреба купца у (типично) производна постројења која претварају "сировине" у вредносне компоненте са додатом вредношћу, које се транспортују до следеће фазу у ланцу снабдевања, обично "инжењерство амбалаже", мада неки процеси већег обима као што су рафинисање нафте имају тенденцију да одлажу производе у домен транспортне индустрије (камионима или железницом), који се затим усмереју до дистрибутера или продајних места на велико. Пре изградње, дизајнерски рад процесног инжењерства почиње са "блок дијаграмом" којим се приказују сировине и жељене трансформације/јединичне технолошке операције. Дизајнерски рад затим напредује у виду процесних дијаграма протока, где се наводе путеви протока материјала, опрема за складиштење (као што су танкови и силоси, трансформације/јединичне операције (као што је дестилација колона, пријемни/чеони танкови, мешање, раздвајање, пумпање итд.) и брзине протока, као и списак свих цеви и транспортера и њихов садржај, карактеристике материјала, као што су густина, вискозност, расподеле величина честица, брзине протока, притисци, температуре, и грађевински материјали за цевоводне и јединичне операције. 
Процесни дијаграм тока (или ПДФ) се затим користи за развој дијаграма цевовода и инструменације (П&ИД) који садржи информације о цевива и конвејерима који су потребни за остваривање жељених брзина протока, процеса контроле (као што је индикација нивоа у резервоару, мерење протока материјала, ваге, контроле брзине мотора, индикатори/контролори температуре и притиска, итд). "П&ИД" се затим користи као основа дизајна за развој „системског операционог водича“ или „функционално дизајнерске спецификације“, која оцртава операције процеса. Од "П&ИД", предложени изглед (општи споразум) процеса може бити приказан од горе (грађевински план) и са стране (Елевејшн), и друге инжењерске дисциплине узимају учешћа, као што су грађевински инжењери за припрему терена (планирање земљишта), дизајн фондације, дизајн бетонске и челичне конструкције за смештај опреме, итд. Сав претходни рад је усмерен ка дефинисању оквира пројекта, затим развоја процене трошкова за оствариње дизајна, као и распоред рада да би се комуницирале временске потребе за инжењеринг, набавку, израду, инсталацију, пуштање, стартап, а текућу производњу процеса. У зависности од захтеване тачности процене трошкова и распореда, неколико итерација дизајна се генерално дају купцима или актерима на увид, који на о одговарају њиховим захтевима, и процесни инжењер инкорпорира ове додатне инструкције и жеље (ревизије опсега) у свеукупни дизајн, и процена додатних трошкова и распоред се развија за одобрење финансијских ресурса. Након одобравања средстава, пројекат се спроводи пупем пројектног менаџмента. 
Примена систематских компјутерских метода на процесно инжењерство је процесно системско инжењерство.

## Значајна достигнућа
Неколико достигнућа су направљена у процес техници:
- Процесни дизајн: синтеза мрежа енергије опоравка, синтеза дестилације система (аеротроскопом), синтеза реактора мрежа, хијерархија распадања током процеса, надградња оптимизације, дизајн мултипродуктованих биљака. Дизајн производних реактора за производњу плутонијума, дизајн нуклеарних подморница.
- Процесна контрола: модел предиктивне контроле, мере контроле, робутс контрола, нелинеарна контрола, статичка контрола процеса, праћење процеса, основе термодинамике
- Процесна операција: заказивање процеса мреже, мултипериод планирања и оптимизације, помирење података, реално време оптимизације, флексибилност мера, диагноза грешака
- Помоћна оруђа: редна модуларна симулација, једначина заснована процесом симулације, АИ/експертни системи, велика нелинеарност програмирања (НЛП), оптимизација диференцијалних алгебарских једначина (ДАЕс), мешовитост целих нелинеарности програмирања (МИНЛП), глобална оптимизација.

## Историја система процес технике
Системи процес технике (ПСЕ) су релативно млада област хемијсkог инжењерства. Први пут је овај термин коришћен у специјалном заводу у АИЦхЕ симпозијум серији 1961.године. Међутим, то је било све до 1982.године када је први међународни симпозијум на ту тему одржан у Кјотоу, у Јапану, па је термин ПСЕ почео да буде опште прихваћен. 
Први уџбеник ове области био је "Стратегија процес технике" Дејл Ф. Руда и Чарлија С. Вотсона, Вилеј, 1968.године. Рачунарство и системи технологије (ЦАСТ) Дивизија, десета област на АИЦхЕ, је основана 1977.године и тренутно има око 1200 чланова. ЦАСТ има четири секције:процес дизајна, процес контроле, процес пословања и примењена математика. 
Први часопис посвећен ПСЕ-у био је "Рачунари и хемијско инжењерство" који се појавио 1977, године. Конференција основа рачунарских процеса пројектовања (ФОЦАПД) 1980. године у Хеникеру била је једна од првих састанака у низу о тој теми у ПСЕ подручју. Сада се прате успешне серије о контроли (ЦПЦ), операцијама (ФОЦАПО), и светске серије под називом процес технике. ЦАЦХЕ корпорација (Рачунарски програм за хемијско инжењерство) је корпорација која оргаизује обе конференције, и првобитно су је академици покренулу 1970. године, мотивисана је за увођењем процеса стимулације у наставном плану и програму хемијског инжењерства. 
Роџер В. Х. Сарџент са Империјал Колеџа је био један од пионира у овој области. ПСЕ је активна област истраживања у многим другим земљама, посебно у Великој Британији, Немачкој, Јапану, Кореји и Кини.